# سورن آقابابیان
سورن باردوغی آقابابیان (ارمنی: Սուրեն Բարդուղի Աղաբաբյան؛ ۲۲ ژانویهٔ ۱۹۲۲ – ۱۹ مارس ۱۹۸۶) تاریخ‌نگار ادبی، منتقد ادبی و استاد اهل ارمنستان بود.

## زندگی‌نامه
وی در ۲۲ ژانویهٔ ۱۹۲۲ در قاراکیلیسا به دنیا آمد و از دانشگاه دولتی ایروان (۱۹۴۴) و انستیتو ادبی (۱۹۴۸) فارغ‌التحصیل گشت. وی در آوانگارد، خورهرایین گراکانوتیون و انستیتو ادبی می‌کرد. وی عضو اتحادیه نویسندگان اتحاد شوروی بود. وی همچنین برنده جوایزی همچون نشان برجسته افتخار، جایزه دولتی ارمنستان شوروی دانشمند شایسته ارمنستان شوروی شد. وی در ۱۹ مارس ۱۹۸۶ در سن ۶۴ سالگی در ایروان درگذشت.

## کتابشناسی
- زندگینامه آکسل باکونتس
- زندگینامه یغیشه چارنتس
- تاریخ ادبیات ارمنستان شوروی History of Soviet Armenian Literature (دو جلد، ۱۹۶۱–۶۵، منتشرشده در روسیه در ۱۹۶۶)

## یادداشت
1. ↑  գրականագետ
2. ↑  գրական քննադատ
3. ↑  բանասիրական գիտությունների դոկտոր